# Porky's
Porky's (bra: Porky's - A Casa do Amor e do Riso; prt: Porky's) é um filme canado-estadunidense de 1982, do gênero comédia, dirigido por Bob Clark. 
Filmado nos Estados Unidos em 1982, conta as aventuras de adolescentes do fictício colégio de Angel Beach, na Flórida, em 1954. 
Teve três sequências: Porky's II: The Next Day (1983), Porky's Revenge! (1985) e Pimpin' Pee Wee(2009).

## Sinopse
No sul da Flórida, em 1954, Pee Wee (Dan Monahan), Billy (Mark Herrier), Tommy (Wyatt Knight) e Mickey (Roger Wilson) têm de enfrentar quatro dolorosos anos na Angel Beach High School. Mas as atividades escolares e esportivas estão em segundo plano, pois o principal interesse deles é sexo. Assim, a vida deles consiste principalmente em observar as garotas no chuveiro e transformar em um inferno a vida dos seus professores, sendo no entanto sempre perseguidos por Beulah Balbricker (Nancy Parsons), a professora de ginástica. Acabam indo ao Porky's, um misto de cabaré e bordel onde o dono,Porky  (Chuck Mitchell) lhes arrumará uma prostituta por um preço razoável. Mas Porky pega o dinheiro deles e os joga em um pântano, com os jovens prometendo se vingar. Mas isto não é fácil, pois o xerife Wallace (Alex Karras) é irmão de Porky e só esquecendo suas diferenças pessoais (um deles é judeu e não é totalmente aceito) eles poderão derrotar Porky e sua gangue.

## Elenco
- Dan Monahan – Edward 'Pee Wee' Morris
- Wyatt Knight – Tommy Turner
- Mark Herrier – Billy McCarthy
- Roger Wilson – Mickey Jarvis
- Tony Ganios – Anthony 'Meat' Tuperello
- Cyril O'Reilly – Timmy Cavanaugh
- Kaki Hunter – Wendy Williams
- Scott Colomby – Brian Schwartz
- Nancy Parsons – sra. Balbricker
- Boyd Gaines – treinador Brackett
- Bill Hindman – treinadora Goodenough
- Doug McGrath – treinador Warren
- Eric Christmas – Sr. Carter
- Kim Cattrall – 'Lassie' Honeywell
- Chuck Mitchell – Porky
- Art Hindle – Ted Jarvis
- Alex Karras – xerife
- Susan Clark – Cherry Forever
- Rod Ball – Steve
- Jack Mulacahy – Frank Bell
- Lisa O'Reilly – Ginny
- Wayne Maunder – Cavanaugh